# Felix Osinga
Pour les articles homonymes, voir Osinga.
Felix Osinga, né le 22 avril 2002 aux Pays-Bas, est un acteur néerlandais.

## Filmographie

### Cinéma
- 2012 : Drôle de prof (nl) de Barbara Bredero : Tobias[1]
- 2013 : Drôle de Prof 2 : Au camping (nl) de Barbara Bredero : Tobias[2]
- 2014 : Mister Twister on Stage (nl) de Barbara Bredero : Tobias[3]
- 2017 : Headbutt de Daan Bunnik[4]